# Peter Cook (komiker)
Ej att förväxla med arkitekten Peter Cook.
Peter Edward Cook, född 17 november 1937, i Torquay, Devon, död 9 januari 1995, i Hampstead, London var en brittisk komiker, skådespelare och manusförfattare. 
Tillsammans med Dudley Moore bildade Cook ett framgångsrikt komikerpar på scen och TV under 60- och 70-talet.

## Filmografi i urval
| - 1965–1970 – Not Only... But Also (TV-serie) - 1966 – Man bara dör... eller historien om det lefvande liket - 1967 – Min kompis Djävulen - 1968 – Slutpunkt Berlin - 1969 – Monte Carlo-rallyt eller Dessa fantastiska män i sina skumpande skraltiga automobiler - 1976 – Saturday Night Live (TV-serie) (Värd tills. m. Dudley Moore) - 1977 – En jycke för mycket - 1979 – Världens knasigaste kväll (TV-serie) | - 1983 – The Black Adder (TV-serie) - 1983 – Kapten Gulskägg - havets fasa - 1984 – Supergirl - 1986 – Hoppsan, vem tryckte på knappen? - 1989 – Jag har i alla fall min vespa - 1989 – Ombytta roller på Baker Street - 1994 – Black Beauty |